# Melinnexis annenkovae
Melinnexis annenkovae är en ringmaskart som beskrevs av Uschakov 1952. Melinnexis annenkovae ingår i släktet Melinnexis och familjen Ampharetidae. Inga underarter finns listade i Catalogue of Life.